# NGC 1397
NGC 1397 est une galaxie lenticulaire située dans la constellation de l'Éridan. NGC 1397 a été découverte par l'astronome germano-britannique William Herschel en 1786.

## Caractéristiques
Sa vitesse par rapport au fond diffus cosmologique est de 5 367 ± 12 km/s, ce qui correspond à une distance de Hubble de 79,2 ± 5,5 Mpc (∼258 millions d'al).
Comme on peut l'observer sur l'image du relevé PanSTARRS, le noyau de cette galaxie est entouré d'un anneau (le code (r) dans sa classification) et elle est aussi entourée d'un pâle noyau externe (le code (R) dans sa classification).
En raison d'une brillance de surface égale à 14,47 mag/am2, on peut qualifier NGC 1397 de galaxie à faible brillance de surface (LSB en anglais pour low surface brightness). Les galaxies LSB sont des galaxies diffuses (D) avec une brillance de surface inférieure de moins d'une magnitude à celle du ciel nocturne ambiant.